# Bianca Tan
Bianca Tan (Rotterdam, 12 juli 1968) is een Nederlandse televisiepresentatrice van programma's op de Amsterdamse zender AT5. Ze heeft een Engelse moeder en een Chinese vader.
Na haar dansopleiding op de theaterschool werkte Tan een aantal jaar als freelance danseres, maar daar kon ze moeilijk van rondkomen. Aan een schoolvriend van vroeger die bij AT5 werkte, vroeg ze of ze daar geen stage mocht komen lopen. Dat mocht. Ze begon achter de schermen bij het showbizzprogramma Awick, deed vervolgens Kort Amsterdams en kreeg daar haar eigen rubriek Chefs. Tot medio 2008 maakte ze het programma Eten met Bianca. Op dit moment presenteert ze geen programma's.